# Università dell'Arkansas
L'Università dell'Arkansas (in inglese: University of Arkansas) è un'università pubblica degli Stati Uniti d'America.
È l'ammiraglia del sistema universitario dello Stato dell'Arkansas. Il campus, situato nella città di Fayetteville, ricopre circa 140 ettari ed è composto da più di 130 edifici
Venne fondata nel 1871 sotto il nome di Arkansas Industrial University, ed i primi corsi iniziarono nel gennaio 1872; assunse l'attuale denominazione nel 1899.
Nel settembre 2022 ha superato i 30 000 studenti iscritti, toccando la quota di 30 936.